# Hairpick
Hairpick è il terzo album in studio del chitarrista statunitense Blues Saraceno, pubblicato nel 1994.

## Tracce
Musiche di Blues Saraceno, eccetto dove indicato.
1. Stinky Kitty – 4:28
2. Rabbit Soup – 2:42
3. My Generation – 3:11 (Pete Townshend)
4. King for a Day – 3:47
5. Pretty People – 3:09
6. Feedin' the Box – 3:23
7. Fat Padding – 3:14
8. Far from Home – 3:10
9. Chewing on Crayons – 3:09
10. Bourée – 3:40 (Johann Sebastian Bach, arr. Ian Anderson)

## Formazione
- Blues Saraceno – chitarra, basso, voce (traccia 3)
- Josh Freese – batteria
- Dweezil Zappa – chitarra (traccia 9)